# دانشگاه پادجاران
دانشگاه پادجاران (اندونزیایی: Universitas Padjajaran) با نام اختصاری UNPAD) یک دانشگاه دولتی است که در سومدنگ و باندونگ که مرکز استان جاوه غربی اندونزی است واقع شده‌است. این دانشگاه در ۱۱ سپتامبر ۱۹۵۷ تأسیس شد.
دانشگاه پادجاران بیشترین متقاضی و بالاترین نمره قبولی را در انتخاب ملی ورودی دانشگاه دولتی از سال ۲۰۱۳ کسب کرده‌است در سال ۲۰۱۴، پادجاران رسماً به عنوان دانشگاه دولتی اشخاص حقوقی تعیین شد و توسط BAN-PT اعتبار "A" را دریافت کرد. همچنین توسط وزارت تحقیقات، فناوری و آموزش عالی به عنوان ده دانشگاه برتر اندونزی در سال ۲۰۱۶ رتبه‌بندی شد در رتبه‌بندی دانشگاه‌های جهانی QS در سال ۲۰۱۹، پادجاران در اندونزی رتبه ۴ را به خود اختصاص داده‌است و در محدوده رتبه‌بندی ۶۵۱ تا ۷۰۰ در جهان قرار گرفته‌است.